# Hospes
A hospesek eredetileg a 11–12. században olyan telepesek vagy a társadalom felső, vagyonos rétegéhez tartozó előkelők, akik nagyrészt Nyugat-Európából, főként az akkori gazdasági erőforrásokhoz képesti túlnépesedés következtében hazájukat elhagyva települtek le Magyarországon, hogy a király udvarában katonai és egyéb szolgálattal szerezzenek birtokot. 
A telepeseket a korabeli források a hospes (a latin szó jelentése: idegen, jövevény, meghívott, vendég) elnevezéssel illették. A 13. században vendégeknek nevezték már azokat a parasztokat is, akik korábbi urukat kedvezmények érdekében elhagyva más birtokos földjeire települtek. 
A hospesek személyes szabadsággal rendelkeztek. Szabad költözködési, birtokszerzési és vámmentességi, vásártartási joguk volt, és nem voltak kötelesek hadbavonulni sem. Közösségeiket szabadon választott bírók és esküdtek irányították.